# إيفيلين إيلييف
إيفيلين إيلييف هو لاعب كرة قدم بلغاري في مركز نصف الجناح، ولد في 8 أغسطس 1997 في كازنلاك في بلغاريا. لعب مع نادي بيروي ستارا زاغورا.

## وصلات خارجية
- إيفيلين إيلييف على موقع قاعدة بيانات كرة القدم.إي يو (الإنجليزية)
- إيفيلين إيلييف على موقع Soccerway.com (الإنجليزية)